# Bélgica en la Copa Mundial de Fútbol de 2018
La selección de Bélgica fue uno de los 32 equipos participantes en la Copa Mundial de Fútbol de 2018, torneo que se llevó a cabo del 14 de junio al 15 de julio en Rusia.

## Clasificación

### Grupo H
| Selección            | Pts. | PJ | PG | PE | PP | GF | GC | Dif |
| -------------------- | ---- | -- | -- | -- | -- | -- | -- | --- |
| Bélgica              | 28   | 10 | 9  | 1  | 0  | 43 | 6  | 37  |
| Grecia               | 19   | 10 | 5  | 4  | 1  | 17 | 6  | 11  |
| Bosnia y Herzegovina | 17   | 10 | 5  | 2  | 3  | 24 | 13 | 11  |
| Estonia              | 11   | 10 | 3  | 2  | 5  | 13 | 19 | -6  |
| Chipre               | 10   | 10 | 3  | 1  | 6  | 9  | 18 | -9  |
| Gibraltar            | 0    | 10 | 0  | 0  | 10 | 3  | 47 | -44 |

| Fecha                   | Lugar           | Local                |                                 | Resultado                                                       |                                 | Visitante            |
| ----------------------- | --------------- | -------------------- | ------------------------------- | --------------------------------------------------------------- | ------------------------------- | -------------------- |
| 6 de septiembre de 2016 | Nicosia         | Chipre               | Bandera de Chipre               | 0 – 3 Archivado el 7 de septiembre de 2016 en Wayback Machine.  | Bandera de Bélgica              | Bélgica              |
| 7 de octubre de 2016    | Bruselas        | Bélgica              | Bandera de Bélgica              | 4 – 0 Archivado el 18 de septiembre de 2016 en Wayback Machine. | Bandera de Bosnia y Herzegovina | Bosnia y Herzegovina |
| 10 de octubre de 2016   | Faro (Portugal) | Gibraltar            | Bandera de Gibraltar            | 0 – 6 Archivado el 18 de septiembre de 2016 en Wayback Machine. | Bandera de Bélgica              | Bélgica              |
| 13 de noviembre de 2016 | Bruselas        | Bélgica              | Bandera de Bélgica              | 8 – 1 Archivado el 18 de septiembre de 2016 en Wayback Machine. | Bandera de Estonia              | Estonia              |
| 25 de marzo de 2017     | Bruselas        | Bélgica              | Bandera de Bélgica              | 1 – 1 Archivado el 25 de marzo de 2017 en Wayback Machine.      | Bandera de Grecia               | Grecia               |
| 9 de junio de 2017      | Tallin          | Estonia              | Bandera de Estonia              | 0 – 2 Archivado el 25 de marzo de 2017 en Wayback Machine.      | Bandera de Bélgica              | Bélgica              |
| 31 de agosto de 2017    | Lieja           | Bélgica              | Bandera de Bélgica              | 9 – 0 Archivado el 1 de septiembre de 2017 en Wayback Machine.  | Bandera de Gibraltar            | Gibraltar            |
| 3 de septiembre de 2017 | El Pireo        | Grecia               | Bandera de Grecia               | 1 – 2                                                           | Bandera de Bélgica              | Bélgica              |
| 7 de octubre de 2017    | Sarajevo        | Bosnia y Herzegovina | Bandera de Bosnia y Herzegovina | 3 – 4                                                           | Bandera de Bélgica              | Bélgica              |
| 10 de octubre de 2017   | Bruselas        | Bélgica              | Bandera de Bélgica              | 4 – 0                                                           | Bandera de Chipre               | Chipre               |

### Goleadores
| Jugador                   | Goles | Asistencias | Minuto | PJ |
| ------------------------- | ----- | ----------- | ------ | -- |
| Romelu Lukaku             | 11    | 1           | 630    | 8  |
| Eden Hazard               | 6     | 5           | 600    | 8  |
| Dries Mertens             | 5     | 7           | 618    | 9  |
| Thomas Meunier            | 5     | 7           | 696    | 8  |
| Christian Benteke         | 3     | 1           | 88     | 1  |
| Yannick Ferreira Carrasco | 3     | 4           | 758    | 9  |
| Axel Witsel               | 2     | 1           | 668    | 8  |
| Jan Vertonghen            | 2     | -           | 900    | 10 |
| Michy Batshuayi           | 1     | 1           | 181    | 5  |
| Thorgan Hazard            | 1     | -           | 103    | 2  |
| Nacer Chadli              | 1     | -           | 322    | 6  |
| Toby Alderweireld         | 1     | -           | 810    | 9  |
| Kevin De Bruyne           | -     | 4           | 547    | 7  |
| Youri Tielemans           | -     | 2           |        | 4  |
| Steven Defour             | -     | 1           |        | 1  |
| Moussa Dembélé            | -     | 1           |        | 3  |

## Participación

### Lista de convocados
Técnico:  Roberto Martínez Montoliú
| No. | Pos. | Jugador            | Fecha de nacimiento (edad)         | Apa. | Goles | Club                     |
| --- | ---- | ------------------ | ---------------------------------- | ---- | ----- | ------------------------ |
| 1   | POR  | Thibaut Courtois   | 11 de mayo de 1992 (26 años)       | 57   | 0     | Chelsea                  |
| 2   | DEF  | Toby Alderweireld  | 2 de marzo de 1989 (29 años)       | 73   | 3     | Tottenham Hotspur        |
| 3   | DEF  | Thomas Vermaelen   | 14 de noviembre de 1985 (32 años)  | 64   | 1     | Barcelona                |
| 4   | DEF  | Vincent Kompany    | 10 de abril de 1986 (32 años)      | 74   | 4     | Manchester City          |
| 5   | DEF  | Jan Vertonghen     | 24 de abril de 1987 (31 años)      | 101  | 8     | Tottenham Hotspur        |
| 6   | MED  | Axel Witsel        | 12 de enero de 1989 (29 años)      | 86   | 9     | Tianjin Quanjian         |
| 7   | MED  | Kevin De Bruyne    | 28 de junio de 1991 (26 años)      | 58   | 13    | Manchester City          |
| 8   | MED  | Marouane Fellaini  | 22 de noviembre de 1987 (30 años)  | 80   | 17    | Manchester United        |
| 9   | DEL  | Romelu Lukaku      | 13 de mayo de 1993 (25 años)       | 65   | 31    | Manchester United        |
| 10  | DEL  | Eden Hazard        | 7 de enero de 1991 (27 años)       | 83   | 75    | Chelsea                  |
| 11  | MED  | Yannick Carrasco   | 4 de septiembre de 1993 (24 años)  | 24   | 5     | Dalian Yifang            |
| 12  | POR  | Simon Mignolet     | 6 de marzo de 1988 (30 años)       | 21   | 0     | Liverpool                |
| 13  | POR  | Koen Casteels      | 25 de junio de 1992 (25 años)      | 0    | 0     | VfL Wolfsburg            |
| 14  | DEL  | Dries Mertens      | 6 de mayo de 1987 (31 años)        | 66   | 13    | SSC Napoli               |
| 15  | DEF  | Thomas Meunier     | 12 de septiembre de 1991 (26 años) | 24   | 5     | PSG                      |
| 16  | MED  | Thorgan Hazard     | 29 de marzo de 1993 (25 años)      | 9    | 1     | Borussia Mönchengladbach |
| 17  | MED  | Youri Tielemans    | 7 de mayo de 1997 (21 años)        | 7    | 0     | AS Monaco                |
| 18  | DEL  | Adnan Januzaj      | 5 de febrero de 1995 (23 años)     | 8    | 2     | Real Sociedad            |
| 19  | MED  | Mousa Dembélé      | 16 de julio de 1987 (30 años)      | 74   | 5     | Tottenham Hotspur        |
| 20  | DEF  | Dedryck Boyata     | 28 de noviembre de 1990 (27 años)  | 6    | 0     | Celtic                   |
| 21  | DEL  | Michy Batshuayi    | 2 de octubre de 1993 (24 años)     | 14   | 5     | Borussia Dortmund        |
| 22  | MED  | Nacer Chadli       | 2 de agosto de 1989 (28 años)      | 42   | 4     | West Bromwich Albion     |
| 23  | DEF  | Leander Dendoncker | 15 de abril de 1995 (23 años)      | 4    | 0     | RSC Anderlecht           |

### Partidos
| Fecha       | Lugar           | Instancia                    |            |                       | Resultado |                       |            |
| ----------- | --------------- | ---------------------------- | ---------- | --------------------- | --------- | --------------------- | ---------- |
| 18 de junio | Sochi           | Fase de grupos               | Bélgica    | Bandera de Bélgica    | 3:0 (0:0) | Bandera de Panamá     | Panamá     |
| 23 de junio | Moscú           | Fase de grupos               | Bélgica    | Bandera de Bélgica    | 5:2 (3:1) | Bandera de Túnez      | Túnez      |
| 28 de junio | Kaliningrado    | Fase de grupos               | Inglaterra | Bandera de Inglaterra | 0:1 (0:0) | Bandera de Bélgica    | Bélgica    |
| 2 de julio  | Rostov del Don  | Octavos de final             | Bélgica    | Bandera de Bélgica    | 3:2 (0:0) | Bandera de Japón      | Japón      |
| 6 de julio  | Kazán           | Cuartos de final             | Brasil     | Bandera de Brasil     | 1:2 (0:2) | Bandera de Bélgica    | Bélgica    |
| 10 de julio | San Petersburgo | Semifinales                  | Francia    | Bandera de Francia    | 1:0 (0:0) | Bandera de Bélgica    | Bélgica    |
| 14 de julio | San Petersburgo | Partido por el tercer puesto | Bélgica    | Bandera de Bélgica    | 2:0 (1:0) | Bandera de Inglaterra | Inglaterra |

### Fase de grupos
| Selección  | Pts | PJ | PG | PE | PP | GF | GC | Dif |
| ---------- | --- | -- | -- | -- | -- | -- | -- | --- |
| Bélgica    | 9   | 3  | 3  | 0  | 0  | 9  | 2  | 7   |
| Inglaterra | 6   | 3  | 2  | 0  | 1  | 8  | 3  | 5   |
| Túnez      | 3   | 3  | 1  | 0  | 2  | 5  | 8  | -3  |
| Panamá     | 0   | 3  | 0  | 0  | 3  | 2  | 11 | -9  |

#### Bélgica vs. Panamá
| 18 de junio de 2018, 18:00 (UTC+3) | Bélgica                      | 3:0 (0:0) | Panamá | Estadio Fisht, Sochi                                      |                                                           |
|                                    | Mertens 47' · Lukaku 69' 75' | Reporte   |        | Asistencia: 43 257 espectadores Árbitro(s): Janny Sikazwe | Asistencia: 43 257 espectadores Árbitro(s): Janny Sikazwe |

|  |  |

| GK               | 1  | Thibaut Courtois  |     |     |
| CB               | 2  | Toby Alderweireld |     |     |
| CB               | 20 | Dedryck Boyata    |     |     |
| CB               | 5  | Jan Vertonghen    | 59' |     |
| RM               | 15 | Thomas Meunier    | 14' |     |
| CM               | 7  | Kevin De Bruyne   | 88' |     |
| CM               | 6  | Axel Witsel       |     | 90' |
| LM               | 11 | Yannick Carrasco  |     | 74' |
| RW               | 14 | Dries Mertens     |     | 83' |
| LW               | 10 | Eden Hazard       |     |     |
| CF               | 9  | Romelu Lukaku     |     |     |
| Cambios:         |    |                   |     |     |
| MF               | 19 | Mousa Dembélé     |     | 74' |
| MF               | 16 | Thorgan Hazard    |     | 83' |
| MF               | 22 | Nacer Chadli      |     | 90' |
| Entrenador:      |    |                   |     |     |
| Roberto Martínez |    |                   |     |     |

| GK                 | 1  | Jaime Penedo         |       |     |
| RB                 | 2  | Michael Amir Murillo | 51'   |     |
| CB                 | 5  | Román Torres         |       |     |
| CB                 | 4  | Fidel Escobar        |       |     |
| LB                 | 15 | Erick Davis          | 18'   |     |
| DM                 | 6  | Gabriel Gómez        |       |     |
| CM                 | 11 | Armando Cooper       | 49'   |     |
| CM                 | 20 | Aníbal Godoy         | 57'   |     |
| RW                 | 8  | Édgar Bárcenas       | 45+2' | 63' |
| LW                 | 21 | José Luis Rodríguez  |       | 63' |
| CF                 | 7  | Blas Pérez           |       | 73' |
| Cambios:           |    |                      |       |     |
| FW                 | 9  | Gabriel Torres       |       | 63' |
| FW                 | 10 | Ismael Díaz          |       | 63' |
| FW                 | 18 | Luis Tejada          |       | 73' |
| Entrenador:        |    |                      |       |     |
| Hernán Darío Gómez |    |                      |       |     |

| Jugador del Partido: Romelu Lukaku Árbitros asistentes: Jerson Dos Santos Zakhele Siwela Cuarto árbitro: Ryuji Sato Quinto árbitro: Toru Sagara Árbitro asistente de video: Bastian Dankert Árbitros asistentes del árbitro asistente de video: Felix Zwayer Sander van Roekel Danny Makkelie |

#### Bélgica vs. Túnez
| 23 de junio de 2018, 15:00 (UTC+3) | Bélgica                                                  | 5:2 (3:1) | Túnez                    | Otkrytie Arena, Moscú                                    |                                                          |
|                                    | Hazard 6' (pen.) 51' · Lukaku 16', 45+3' · Batshuayi 90' | Reporte   | Bronn 18' · Khazri 90+3' | Asistencia: 44 190 espectadores Árbitro(s): Jair Marrufo | Asistencia: 44 190 espectadores Árbitro(s): Jair Marrufo |

|  |  |

| GK               | 1  | Thibaut Courtois  |  |     |
| CB               | 2  | Toby Alderweireld |  |     |
| CB               | 20 | Dedryck Boyata    |  |     |
| CB               | 5  | Jan Vertonghen    |  |     |
| RM               | 15 | Thomas Meunier    |  |     |
| CM               | 7  | Kevin De Bruyne   |  |     |
| CM               | 6  | Axel Witsel       |  |     |
| LM               | 11 | Yannick Carrasco  |  |     |
| RF               | 14 | Dries Mertens     |  | 86' |
| CF               | 9  | Romelu Lukaku     |  | 59' |
| LF               | 10 | Eden Hazard       |  | 68' |
| Cambios:         |    |                   |  |     |
| MF               | 8  | Marouane Fellaini |  | 59' |
| FW               | 21 | Michy Batshuayi   |  | 68' |
| MF               | 17 | Youri Tielemans   |  | 86' |
| Entrenador:      |    |                   |  |     |
| Roberto Martínez |    |                   |  |     |

| GK            | 1  | Farouk Ben Mustapha     |     |     |
| RB            | 11 | Dylan Bronn             |     | 24' |
| CB            | 2  | Syam Ben Youssef        |     | 41' |
| CB            | 4  | Yassine Meriah          |     |     |
| LB            | 12 | Ali Maâloul             |     |     |
| CM            | 7  | Saîf-Eddine Khaoui      |     |     |
| CM            | 17 | Ellyes Skhiri           |     |     |
| CM            | 13 | Ferjani Sassi           | 14' | 59' |
| RF            | 8  | Fakhreddine Ben Youssef |     |     |
| CF            | 10 | Wahbi Khazri            |     |     |
| LF            | 9  | Anice Badri             |     |     |
| Cambios:      |    |                         |     |     |
| DF            | 21 | Hamdi Nagguez           |     | 24' |
| DF            | 3  | Yohan Benalouane        |     | 41' |
| FW            | 23 | Naïm Sliti              |     | 59' |
| Entrenador:   |    |                         |     |     |
| Nabil Maâloul |    |                         |     |     |

| Jugador del Partido: Eden Hazard Árbitros asistentes: Corey Rockwell Juan Zumba Cuarto árbitro: Andrés Cunha Quinto árbitro: Nicolás Tarán Árbitro asistente de video: Mark Geiger Árbitros asistentes del árbitro asistente de video: Bastian Dankert Joe Fletcher Felix Zwayer |

#### Inglaterra vs. Bélgica
| 28 de junio de 2018, 20:00 (UTC+2) | Inglaterra | 0:1 (0:0) | Bélgica     | Arena Baltika, Kaliningrado                               |                                                           |
|                                    |            | Reporte   | Januzaj 51' | Asistencia: 33 973 espectadores Árbitro(s): Damir Skomina | Asistencia: 33 973 espectadores Árbitro(s): Damir Skomina |

| Inglaterra | Bélgica |

| GK               | 1  | Jordan Pickford        |  |     |
| CB               | 16 | Phil Jones             |  |     |
| CB               | 5  | John Stones            |  | 46' |
| CB               | 15 | Gary Cahill            |  |     |
| DM               | 4  | Eric Dier              |  |     |
| CM               | 21 | Ruben Loftus-Cheek     |  |     |
| CM               | 17 | Fabian Delph           |  |     |
| RW               | 22 | Trent Alexander-Arnold |  | 79' |
| LW               | 3  | Danny Rose             |  |     |
| CF               | 19 | Marcus Rashford        |  |     |
| CF               | 11 | Jamie Vardy            |  |     |
| Cambios:         |    |                        |  |     |
| DF               | 6  | Harry Maguire          |  | 46' |
| FW               | 14 | Danny Welbeck          |  | 79' |
| Entrenador:      |    |                        |  |     |
| Gareth Southgate |    |                        |  |     |

| GK               | 1  | Thibaut Courtois   |     |     |
| CB               | 23 | Leander Dendoncker | 33' |     |
| CB               | 20 | Dedryck Boyata     |     |     |
| CB               | 3  | Thomas Vermaelen   |     | 74' |
| RM               | 22 | Nacer Chadli       |     |     |
| CM               | 8  | Marouane Fellaini  |     |     |
| CM               | 19 | Mousa Dembélé      |     |     |
| LM               | 16 | Thorgan Hazard     |     |     |
| RF               | 18 | Adnan Januzaj      |     | 86' |
| CF               | 21 | Michy Batshuayi    |     |     |
| LF               | 17 | Youri Tielemans    | 19' |     |
| Cambios:         |    |                    |     |     |
| DF               | 4  | Thomas Vermaelen   |     | 74' |
| FW               | 14 | Dries Mertens      |     | 86' |
| Entrenador:      |    |                    |     |     |
| Roberto Martínez |    |                    |     |     |

| Jugador del Partido: Adnan Januzaj Árbitros asistentes: Jure Praprotnik Robert Vukan Cuarto árbitro: Mohammed Abdulla Mohammed Quinto árbitro: Mohamed Al Hammadi Árbitro asistente de video: Artur Dias Árbitros asistentes del árbitro asistente de video: Pawel Gil Roberto Díaz Pérez del Palomar Mauro Vigliano |

### Octavos de final

#### Bélgica vs. Japón
| 2 de julio de 2018 | Bélgica                                      | 3:2 (0:0) | Japón                    | Rostov Arena, Rostov del Don                                |                                                             |
| 21:00 MSK (UTC+3)  | Vertonghen 69' · Fellaini 74' · Chadli 90+4' | Reporte   | Haraguchi 48' · Inui 52' | Asistencia: 41 466 espectadores Árbitro(s): Malang Diedhiou | Asistencia: 41 466 espectadores Árbitro(s): Malang Diedhiou |

|  |  |

| POR              | 1  | Thibaut Courtois  |  |     |
| DEF              | 2  | Toby Alderweireld |  |     |
| DEF              | 4  | Vincent Kompany   |  |     |
| DEF              | 5  | Jan Vertonghen    |  |     |
| DEF              | 15 | Thomas Meunier    |  |     |
| MED              | 7  | Kevin De Bruyne   |  |     |
| MED              | 6  | Axel Witsel       |  |     |
| MED              | 11 | Yannick Carrasco  |  | 65' |
| DEL              | 14 | Dries Mertens     |  | 65' |
| DEL              | 9  | Romelu Lukaku     |  |     |
| DEL              | 10 | Eden Hazard       |  |     |
| Cambios:         |    |                   |  |     |
| MED              | 8  | Marouane Fellaini |  | 65' |
| MED              | 22 | Nacer Chadli      |  | 65' |
| Entrenador:      |    |                   |  |     |
| Roberto Martínez |    |                   |  |     |

| POR           | 1  | Eiji Kawashima   |     |     |
| DEF           | 19 | Hiroki Sakai     |     |     |
| DEF           | 22 | Maya Yoshida     |     |     |
| DEF           | 3  | Gen Shoji        |     |     |
| DEF           | 5  | Yuto Nagatomo    |     |     |
| MED           | 17 | Makoto Hasebe    |     |     |
| MED           | 7  | Gaku Shibasaki   | 40' | 81' |
| MED           | 8  | Genki Haraguchi  |     | 81' |
| MED           | 10 | Shinji Kagawa    |     |     |
| DEL           | 14 | Takashi Inui     |     |     |
| DEL           | 15 | Yūya Ōsako       |     |     |
| Cambios:      |    |                  |     |     |
| MED           | 16 | Hotaru Yamaguchi |     | 81' |
| MED           | 4  | Keisuke Honda    |     | 81' |
| Entrenador:   |    |                  |     |     |
| Akira Nishino |    |                  |     |     |

| Jugador del Partido: Eden Hazard Árbitros asistentes: Djibril Camara Samba El Hadji Cuarto árbitro: Bakary Gassama Árbitro asistente de video: Felix Zwayer Árbitros asistentes del árbitro asistente de video: Mark Borsch Clément Turpin Danny Makkelie |

### Cuartos de final

#### Brasil vs. Bélgica
| 6 de julio de 2018 | Brasil             | 1:2 (0:2) | Bélgica                                | Kazán Arena, Kazán                                        |                                                           |
| 21:00 MSK (UTC+3)  | Renato Augusto 76' | Reporte   | Fernandinho 13' (a.g.) · De Bruyne 31' | Asistencia: 42 873 espectadores Árbitro(s): Milorad Mažić | Asistencia: 42 873 espectadores Árbitro(s): Milorad Mažić |

| Brasil | Bélgica |

| POR         | 1  | Alisson Becker    |     |     |  |
| DEF         | 22 | Fagner            | 89' |     |  |
| DEF         | 2  | Thiago Silva      |     |     |  |
| DEF         | 3  | João Miranda      |     |     |  |
| DEF         | 12 | Marcelo           |     |     |  |
| MED         | 15 | Paulinho          |     | 73' |  |
| MED         | 17 | Fernandinho       | 85' |     |  |
| MED         | 19 | Willian           | 45' |     |  |
| MED         | 11 | Philippe Coutinho |     |     |  |
| DEL         | 10 | Neymar            |     |     |  |
| DEL         | 9  | Gabriel Jesus     | 58' |     |  |
| Cambios:    |    |                   |     |     |  |
| DEL         | 20 | Roberto Firmino   | 45' |     |  |
| DEL         | 7  | Douglas Costa     | 58' |     |  |
| MED         | 8  | Renato Augusto    | 73' |     |  |
| Entrenador: |    |                   |     |     |  |
| Tite        |    |                   |     |     |  |

| POR              | 1  | Thibaut Courtois  |     |  |
| DEF              | 2  | Toby Alderweireld | 47' |  |
| DEF              | 4  | Vincent Kompany   |     |  |
| DEF              | 5  | Jan Vertonghen    |     |  |
| DEF              | 15 | Thomas Meunier    | 71' |  |
| MED              | 8  | Marouane Fellaini |     |  |
| MED              | 6  | Axel Witsel       |     |  |
| MED              | 22 | Nacer Chadli      | 82' |  |
| DEL              | 7  | Kevin De Bruyne   |     |  |
| DEL              | 9  | Romelu Lukaku     | 87' |  |
| DEL              | 10 | Eden Hazard       |     |  |
| Cambios:         |    |                   |     |  |
| DEF              | 3  | Thomas Vermaelen  | 82' |  |
| MED              | 17 | Youri Tielemans   | 87' |  |
| Entrenador:      |    |                   |     |  |
| Roberto Martínez |    |                   |     |  |

| Jugador del partido: Kevin De Bruyne Árbitros asistentes: Milovan Ristić Dalibor Đurđević Cuarto árbitro: Jair Marrufo Árbitro asistente de video: Daniele Orsato Árbitros asistentes del árbitro asistente de video: Mark Borsch Paweł Gil Felix Zwayer |

### Semifinales

#### Francia vs. Bélgica
| 10 de julio de 2018 | Francia    | 1:0 (0:0) | Bélgica | Zenit Arena, San Petersburgo                             |                                                          |
| 21:00 MSK (UTC+3)   | Umtiti 51' | Reporte   |         | Asistencia: 64 286 espectadores Árbitro(s): Andrés Cunha | Asistencia: 64 286 espectadores Árbitro(s): Andrés Cunha |

|  | Bélgica |

| POR              | 1  | Hugo Lloris       |       |     |
| DEF              | 2  | Benjamin Pavard   |       |     |
| DEF              | 4  | Raphaël Varane    |       |     |
| DEF              | 5  | Samuel Umtiti     |       |     |
| DEF              | 21 | Lucas Hernández   |       |     |
| MED              | 13 | N'Golo Kanté      | 87'   |     |
| MED              | 6  | Paul Pogba        |       |     |
| MED              | 10 | Kylian Mbappé     | 90+3' |     |
| MED              | 7  | Antoine Griezmann |       |     |
| MED              | 14 | Blaise Matuidi    |       | 86' |
| DEL              | 9  | Olivier Giroud    |       | 85' |
| Cambios:         |    |                   |       |     |
| MED              | 15 | Steven N'Zonzi    |       | 85' |
| MED              | 12 | Corentin Tolisso  |       | 86' |
|                  |    |                   |       |     |
| Entrenador:      |    |                   |       |     |
| Didier Deschamps |    |                   |       |     |

| POR              | 1  | Thibaut Courtois  |       |       |
| DEF              | 2  | Toby Alderweireld | 71'   |       |
| DEF              | 4  | Vincent Kompany   |       |       |
| DEF              | 5  | Jan Vertonghen    | 90+4' |       |
| MED              | 22 | Nacer Chadli      |       | 90+1' |
| MED              | 19 | Mousa Dembélé     |       | 60'   |
| MED              | 6  | Axel Witsel       |       |       |
| MED              | 8  | Marouane Fellaini |       | 80'   |
| MED              | 7  | Kevin De Bruyne   |       |       |
| DEL              | 9  | Romelu Lukaku     |       |       |
| DEL              | 10 | Eden Hazard       | 63'   |       |
| Cambios:         |    |                   |       |       |
| DEL              | 14 | Dries Mertens     |       | 60'   |
| MED              | 11 | Yannick Carrasco  |       | 80'   |
| DEL              | 21 | Michy Batshuayi   |       | 90+1' |
| Entrenador:      |    |                   |       |       |
| Roberto Martínez |    |                   |       |       |

| Jugador del partido: Samuel Umtiti Árbitros asistentes: Nicolás Taran Mauricio Espinosa Cuarto árbitro: César Arturo Ramos Árbitro asistente de video: Massimiliano Irrati Árbitros asistentes del árbitro asistente de video: Roberto Díaz Mauro Vigliano Paolo Valeri |

### Tercer lugar

#### Bélgica vs. Inglaterra
| 14 de julio de 2018 | Bélgica                 | 2:0 (1:0) | Inglaterra | Zenit Arena, San Petersburgo                                |                                                             |
| 17:00 MSK (UTC+3)   | Meunier 4' · Hazard 82' | Reporte   |            | Asistencia: 64 406 espectadores Árbitro(s): Alireza Faghani | Asistencia: 64 406 espectadores Árbitro(s): Alireza Faghani |

| Bélgica | Inglaterra |

| POR              | 1  | Thibaut Courtois  |     |     |
| DEF              | 2  | Toby Alderweireld |     |     |
| DEF              | 4  | Vincent Kompany   |     |     |
| DEF              | 5  | Jan Vertonghen    |     |     |
| MED              | 22 | Nacer Chadli      |     | 39' |
| MED              | 6  | Axel Witsel       | 94' |     |
| MED              | 17 | Youri Tielemans   |     | 78' |
| MED              | 15 | Thomas Meunier    |     |     |
| DEL              | 7  | Kevin De Bruyne   |     |     |
| DEL              | 9  | Romelu Lukaku     |     | 60' |
| DEL              | 10 | Eden Hazard       |     |     |
| Cambios:         |    |                   |     |     |
| DEF              | 3  | Thomas Vermaelen  |     | 39' |
| DEL              | 14 | Dries Mertens     |     | 60' |
| MED              | 19 | Mousa Dembélé     |     | 78' |
| Entrenador:      |    |                   |     |     |
| Roberto Martínez |    |                   |     |     |

| POR              | 1  | Jordan Pickford    |     |     |
| DEF              | 15 | Phil Jones         |     |     |
| DEF              | 5  | John Stones        | 52' |     |
| DEF              | 6  | Harry Maguire      | 77' |     |
| MED              | 12 | Kieran Trippier    |     |     |
| MED              | 21 | Ruben Loftus-Cheek |     | 84' |
| MED              | 4  | Eric Dier          |     |     |
| MED              | 17 | Fabian Delph       |     |     |
| MED              | 3  | Danny Rose         |     | 46' |
| DEL              | 10 | Raheem Sterling    |     | 46' |
| DEL              | 9  | Harry Kane         |     |     |
| Cambios:         |    |                    |     |     |
| MED              | 7  | Jesse Lingard      |     | 46' |
| DEL              | 19 | Marcus Rashford    |     | 46' |
| MED              | 20 | Dele Alli          |     | 84' |
|                  |    |                    |     |     |
| Entrenador:      |    |                    |     |     |
| Gareth Southgate |    |                    |     |     |

| Jugador del partido: Eden Hazard Árbitros asistentes: Reza Sokhandan Mansouri Mohammadreza Cuarto árbitro: Malang Diedhiou Quinto árbitro: Djibril Camara Árbitro asistente de video: Mark Geiger Árbitros asistentes del árbitro asistente de video: Joe Fletcher Bastian Dankert Paolo Valeri |

## Participación de jugadores
| #  | Pos        | Jugador          | PJ | Minutos Jugados | Goles recibidos | Atajos | Tarjetas Amarillas | Doble Tarjeta Amarilla y Roja | Tarjetas Rojas |
| -- | ---------- | ---------------- | -- | --------------- | --------------- | ------ | ------------------ | ----------------------------- | -------------- |
| 1  | Guardameta | Thibaut Courtois | 7  | 630             | -6              | –      | 0                  | 0                             | 0              |
| 12 | Guardameta | Simon Mignolet   | –  | –               | –               | –      | –                  | –                             | –              |
| 13 | Guardameta | Koen Casteels    | –  | –               | –               | –      | –                  | –                             | –              |

| #  | Pos            | Jugador            | PJ | Minutos Jugados | Goles | Asistencias | Tarjetas Amarillas | Doble Tarjeta Amarilla y Roja | Tarjetas Rojas |
| -- | -------------- | ------------------ | -- | --------------- | ----- | ----------- | ------------------ | ----------------------------- | -------------- |
| 2  | Defensa        | Toby Alderweireld  | 6  | 540             | 0     | 1           | 2                  | 0                             | 0              |
| 3  | Defensa        | Thomas Vermaelen   | 3  | 132             | 0     | 0           | 0                  | 0                             | 0              |
| 4  | Defensa        | Vincent Kompany    | 5  | 376             | 0     | 1           | 0                  | 0                             | 0              |
| 5  | Defensa        | Jan Vertonghen     | 6  | 540             | 1     | 0           | 2                  | 0                             | 0              |
| 6  | Centrocampista | Axel Witsel        | 6  | 540             | 0     | 0           | 1                  | 0                             | 0              |
| 7  | Centrocampista | Kevin De Bruyne    | 6  | 540             | 1     | 2           | 1                  | 0                             | 0              |
| 8  | Centrocampista | Marouane Fellaini  | 5  | 316             | 1     | 0           | 0                  | 0                             | 0              |
| 9  | Delantero      | Romelu Lukaku      | 6  | 477             | 4     | 1           | 0                  | 0                             | 0              |
| 10 | Centrocampista | Eden Hazard        | 6  | 518             | 3     | 2           | 1                  | 0                             | 0              |
| 11 | Centrocampista | Yannick Carrasco   | 4  | 239             | 0     | 0           | 0                  | 0                             | 0              |
| 14 | Delantero      | Dries Mertens      | 6  | 297             | 1     | 1           | 0                  | 0                             | 0              |
| 15 | Defensa        | Thomas Meunier     | 5  | 450             | 1     | 2           | 2                  | 0                             | 0              |
| 16 | Delantero      | Thorgan Hazard     | 2  | 97              | 1     | 2           | 2                  | 0                             | 0              |
| 17 | Centrocampista | Youri Tielemans    | 4  | 176             | 0     | 2           | 1                  | 0                             | 0              |
| 18 | Centrocampista | Adnan Januzaj      | 1  | 86              | 1     | 0           | 0                  | 0                             | 0              |
| 19 | Centrocampista | Mousa Dembélé      | 4  | 177             | 0     | 0           | 0                  | 0                             | 0              |
| 20 | Defensa        | Dedryck Boyata     | 3  | 270             | 0     | 0           | 0                  | 0                             | 0              |
| 21 | Delantero      | Michy Batshuayi    | 3  | 113             | 1     | 0           | 0                  | 0                             | 0              |
| 22 | Centrocampista | Nacer Chadli       | 6  | 328             | 1     | 1           | 0                  | 0                             | 0              |
| 23 | Centrocampista | Leander Dendoncker | 1  | 90              | 0     | 0           | 1                  | 0                             | 0              |